# Maurice Jametel
Maurice Jametel (Montrouge, 1856. június 11. – Párizs, 1889. május 17.; kínai neve pinjin hangsúlyjelekkel: Rǎn Mòdé; magyar népszerű: Zsan Mo-tö; kínaiul: 冉默德) francia diplomata, sinológus, író.

## Élete, munkássága
Maurice Jametel egyetemi tanulmányait az École des langues orientales vivantes-en végezte. 1878-tól 1880-ig Franciaország pekingi nagykövetségén dolgozott tolmácsként, majd diplomáciai szolgálatot teljesített Hongkongban és Koreában. Megromlott egészségi állapota miatt azonban pár év múlva haza kellett térnie. 1986-ban az École des langues orientales vivantes kínai tanszékén helyezkedett el, ahol nem sokkal később professzorrá nevezték ki. 1882-ben a Société d'économie politique tagjai közé választotta. Korai halála ellenére számos sinológiai tárgyú írását, könyvét hagyta hátra.

## Főbb művei
- L'épigraphie chinoise au Tibet, 1880
- L'encre de chine, son histoire et sa fabrication : d'après des documents chinois, 1882, 2012
- Documents à l'usage des élèves de l'École des langues orientales vivantes, 1882
- La politique religieuse de l'occident en Chine, 1883
- La Corée avant les traités, souvenirs de voyages, 1885
- La Chine inconnue, 1886
- La Chine inconnue : souvenirs d'un collectionneur, 1886
- Émailleurs pékinois, 1886
- Pékin : souvenirs de l'Empire du Milieu, 1887
- Inscription commémorative du meurtre de deux ambassadeurs chinois au Tibet en 1752, 1887
- La métallurgie à la Chine, 1888
- L'Argot pékinois et le Kim-ping-meï, 1888
- Histoire de la pacification du Tibet sous le règne de l'empereur Kien-long / trad. du chinois par Maurice Jametel

## Fordítás
- Ez a szócikk részben vagy egészben  a   Maurice Jametel című francia Wikipédia-szócikk ezen változatának fordításán alapul.  Az eredeti cikk szerkesztőit annak laptörténete sorolja fel. Ez a jelzés csupán a megfogalmazás eredetét és a szerzői jogokat jelzi, nem szolgál a cikkben szereplő információk forrásmegjelöléseként.